# China Gas Holdings
China Gas Holdings — китайская газовая компания. Штаб-квартира находится в гонконгском районе Ваньчай, официально зарегистрирована на Бермудах.
В списке крупнейших компаний мира Forbes Global 2000 за 2022 год заняла 1252-е место (1169-е по размеру выручки, 899-е по чистой прибыли, 1547-е по активам).

## Деятельность
China Gas Holdings является одной из крупнейших компаний Китая по управлению газораспределительными сетями (наряду с China Resources Gas и The Hong Kong and China Gas Company). По состоянию на март 2022 года компания обслуживала 43,1 млн домохозяйств и 317 тыс. коммерческих клиентов в 660 городах Китая (включая 15 административных центров провинций). За 2021/22 финансовый год было реализовано 36,7 млрд м³ газа, из них 7,35 млрд м³ — домохозяйствам, 14,6 млрд м³ — коммерческим клиентам. Сеть газопроводов компании имела протяжённость 525,5 тыс. км. Основными источниками газа являются сжиженный природный газ и газификация угля (в северный провинциях).
Основные подразделения по состоянию на 2022 год:
- Природный газ — газоснабжение городов и посёлков через сеть газопроводов, прокладка газопроводов.
- LPG — работа с сжиженными углеводородными газами (LPG), включая импорт, хранение и торговлю через сеть автогазозаправочных станций.
- Услуги с добавленной стоимостью — производство газового оборудования под торговой маркой Gasbo.
- Отопление — организация центрального отопления в городах южной части Китая, где нет муниципальных котельных.